# Lanfranco di Canterbury
Lanfranco di Canterbury o di Pavia (Pavia, 1005 circa – Canterbury, 28 maggio 1089) è stato un teologo, filosofo e vescovo cattolico italiano, venerato come beato dalla Chiesa cattolica.

## Biografia
Lanfranco nacque intorno al 1005 a Pavia, figlio di Ambaldo, magistrato appartenente all'ambiente del sacrum palatium. Secondo un suo biografo: «...fu istruito fin dalla fanciullezza nelle scuole di arti liberali e di diritto civile a Bologna. Ancora molto giovane, ebbe spesso il sopravvento nei processi su avversari sperimentati per la travolgente eloquenza del suo preciso argomentare. A quell'età seppe stilare sentenze apprezzate da giuristi e giudici.»
Nel 1035 si trasferisce ad Avranches, in Normandia, dove nel 1040 apre una scuola di lettere e dialettica alle dipendenze dell'abbazia di Mont-Saint-Michel, dove era abate il suo concittadino Suppone, un monaco proveniente dall'abbazia piemontese di San Benigno di Fruttuaria.
Nel 1042 decide di trasferirsi a Rouen, e, attraversando la selva di Ouche con un suo discepolo, viene assalito da briganti, che spogliano i due di ogni cosa, e Lanfranco rimane con la sola tonaca: ricordandosi di una simile sventura subita da Libertino di Agrigento (narrata nei Dialoghi di Papa Gregorio I), Lanfranco offre ai briganti la sua tonaca, pur di essere liberato con il suo compagno. I briganti, convinti di una presa in giro, lo lasciano nudo legato ad un albero insieme al compagno. In quel momento Lanfranco fa un voto: si promette a Dio se riusciranno a scamparla e, in un istante, i lacci si sciolgono. Così avviene ed entra nel monastero benedettino di Bec, fondato otto anni prima sui propri possedimenti di Brionne da Erluino, un nobile che aveva deciso di dedicarsi a una vita di preghiere. I trentacinque monaci appartenenti alla comunità vivevano semplicemente in un regime di vita semi-eremitica. Oltre ai dettati della dialettica, si occupa di ampliare e modificare le strutture architettoniche del monastero, e crea nuovi alloggi per i confratelli
Nel 1045 Lanfranco diviene priore del monastero e dirige la scuola dei monaci; nel 1059 apre la scuola anche ai laici, per ottenere fondi coi quali ricostruire il monastero. La fama del suo insegnamento attira allievi dalla Francia, dalle Fiandre, dalla Germania e dall'Italia fra i quali Ivo di Chartres, Anselmo d'Aosta, Anselmo di Lucca e Anselmo da Baggio, poi papa Alessandro II. Quando Lanfranco si sposta nel 1063 a Caen, numerosi allievi lo seguono nella nuova sede, sebbene ora nella scuola del Bec insegni un illustre ex allievo di Lanfranco, il famoso Anselmo d'Aosta, con cui coltivò una profonda amicizia.
Si oppone alle teorie eucaristiche formulate da Berengario di Tours, partecipando ai sinodi di Vercelli nel 1050, di Tours del 1055 e di Roma del 1059; scrive il Libellus de sacramento corporis et sanguinis Christi contra Berengarium, che lo consacra miglior teologo del suo tempo.
Consigliere del nobile normanno Guglielmo il Bastardo, nel 1053 si oppone alle sue nozze, in contrasto col diritto canonico, con la cugina Matilde di Fiandra; in seguito alle minacce di Guglielmo di esiliarlo, nel 1059 Lanfranco, già a Roma per partecipare al sinodo di condanna di Berengario, ottiene da papa Niccolò II una dispensa per il matrimonio. In cambio Guglielmo fa costruire a Caen un monastero femminile e uno maschile, dedicato a santo Stefano, del quale Lanfranco diviene il primo abate nel 1066.
Intanto in Inghilterra Edoardo il Confessore, re dal 1043 al 1066, figlio di una normanna, non avendo eredi nomina suo successore il figlio di suo cugino Roberto, Guglielmo il Bastardo, ma alla sua morte la dieta dei nobili inglesi proclama re il sassone Aroldo, cognato di Edoardo. Nello stesso anno Guglielmo sbarca con un esercito in Inghilterra per far valere con la forza i suoi diritti al trono.
Con la vittoria nella battaglia di Hastings, Guglielmo s'impadronisce dell'Inghilterra, guadagnandosi così il nome di Guglielmo il Conquistatore, ma la rivolta contro di lui prosegue, favorita anche dai vescovi locali; avendo bisogno di una gerarchia ecclesiastica fidata, ottiene nel 1070 dal papa Alessandro II la nomina di Lanfranco ad arcivescovo di Canterbury estromettendo l'infido arcivescovo Stigand.
Ora si tratta di rendere Canterbury la sede vescovile più importante d'Inghilterra; Lanfranco viene a contrasto col vescovo Tommaso di York che non intende rinunciare alle sue prerogative. Nel concilio di Winchester del 1072 Lanfranco presenta alcuni falsi documenti, da lui attribuiti a Beda il Venerabile, per sostenere la supremazia della sede di Canterbury su tutti i vescovadi d'Inghilterra, autorità che il Concilio riconosce.
Fa costruire per sé un palazzo, la famosa cattedrale, una prioria e numerosi monasteri, in cui trasferisce monaci dalla Normandia; cerca anche di ottenere una parziale autonomia da Roma venendo anche a contrasto con papa Gregorio VII. Per ottenere consensi dal clero e dalla nobiltà inglese, permette il matrimonio dei parroci di campagna e l'investitura vescovile ad opera di principi laici; accentra il controllo sulle circoscrizioni ecclesiastiche trasferendo le sedi episcopali provinciali nelle città più importanti. Col tempo i Normanni s'impadroniscono del governo delle province, delle chiese e delle potenti abbazie.
Operando col pieno appoggio di Guglielmo, che nei periodi di assenza dall'Inghilterra gli affida la direzione della vita politica, Lanfranco ricambia la fiducia, e sventa nel 1075 la cospirazione contro re Guglielmo organizzata dai conti di Norfolk e di Hereford.
Muore nel 1089 ed è sepolto nella sua cattedrale. È stato beatificato dalla Chiesa e la sua ricorrenza cade il 28 maggio.

## Opere
Restano di lui scritti di scarsa importanza, tranne l'opuscolo Liber de corpore et sanguine Domini contro Berengario di Tours; il Commentario sui Salmi (perduto) e il Commentario su S. Paolo; gli Statuta sive decreta pro ordine S. Benedicti, spiegazione della Regola benedettina; Note sulle Collationes di Cassiano; il Liber de celanda confessione, dove dimostra tutto il rispetto che si deve al penitente nel porsi all'interno della sua condizione di peccatore, e le Epistolae.
Inoltre Milone Crispino gli dedicò una biografia, la Vita Lanfranci.

## Dottrina
Combatté la teoria eucaristica di Berengario di Tours, che negava la reale presenza del Cristo nell'eucaristia, poiché se si mantengono gli accidenti dell'ostia, secondo la logica aristotelica si deve mantenere anche la sostanza e dunque l'ostia non contiene realmente il sangue e il corpo di Cristo; Lanfranco, nel Liber de corpore et sanguine Domini, sostiene invece che dopo la consacrazione il pane e il vino si trasformano realmente nel corpo e nel sangue di Cristo, pur conservando le primitive apparenze. A questa conclusione non giunge però con le armi della logica ma con la fede e con l'autorità dei Padri della Chiesa alla quale è necessario che la dialettica si sottometta. Rimprovera Berengario: «...abbandonando le sacre autorità ti rifugi nella dialettica, ma se io dovessi ricevere o dare una risposta a proposito dei misteri della fede, preferirei sentirmi rispondere e rispondere io stesso, che riguardano le sante autorità piuttosto che le ragioni della dialettica».
Logico celebrato, non può condannare la dialettica, che ritiene possa aiutare a comprendere anche i misteri divini, ma che deve sottomettersi all'autorità della Scritture quando entri in conflitto con esse.

## Genealogia episcopale e successione apostolica
La genealogia episcopale è:
- Arcivescovo Robert di Jumièges
- Vescovo Guglielmo il Normanno
- Arcivescovo Lanfranco di Canterbury

La successione apostolica è:
- Arcivescovo Tommaso di York (1070)
- Vescovo Pietro di Lichfield (1072)
- Vescovo Osbern FitzOsbern (1072)
- Vescovo Gilla Patrick (1074)
- Vescovo Hugh d’Orivalle (1075)
- Vescovo Arnost di Rochester, O.S.B. (1076)
- Vescovo Gundulf di Rochester, O.S.B. (1077)
- Vescovo Osmundo di Salisbury (1078)
- Vescovo Robert Losinga (1079)
- Vescovo Donagh O’Haingly, O.S.B. (1085)
- Vescovo Robert of Limesy (1086)
- Vescovo William of Beaufeu (1086)
- Vescovo Maurice (vescovo di Londra) (1086)
- Vescovo Gosfrid di Chichester (1087)
- Vescovo Jean de Villule (di Tours) (1088)